# Juanfran Torres
Juan Francisco Torres Belén (phát âm tiếng Tây Ban Nha: [ˈxwamfɾan ˈtorez βeˈlen]; sinh 9 -1- 1985), hay còn được gọi là Juanfran
là cựu cầu thủ bóng đá người Tây Ban Nha chơi ở vị trí hậu vệ phải. Anh là một hậu vệ có sức bền, tốc độ và kĩ thuật tốt.
Sau khi khởi nghiệp ở Real Madrid, anh tiếp tục tạo dựng tên tuổi ở La Liga với các câu lạc bộ Osasuna và Atlético Madrid, anh ký hợp đồng với câu lạc bộ thứ hai Atlético vào năm 2011 và tiếp tục giành được bảy danh hiệu lớn, bao gồm La Liga 2013-14, UEFA Europa League 2011–12 và UEFA Europa League 2017–18. Anh đã có tổng cộng 427 lần ra sân ở giải đấu hàng đầu Tây Ban Nha.
Là cầu thủ tham gia Đội tuyển Tây Ban Nha kể từ năm 2012, Juanfran là thành viên của đội tuyển giành chức vô địch Euro 2012, đồng thời cũng đại diện cho đội tuyển quốc gia nước mình tại World Cup 2014 và Euro 2016.

## Thống kê sự nghiệp

### Câu lạc bộ
Tính đến 24 tháng 4 năm 2017
| Câu lạc bộ          | Mùa giải            | La Liga             | La Liga | La Liga | Copa del Rey | Copa del Rey | Châu Âu | Châu Âu | Tổng cộng | Tổng cộng |
| Câu lạc bộ          | Mùa giải            | Hạng                | Trận    | Bàn     | Trận         | Bàn          | Trận    | Bàn     | Trận      | Bàn       |
| ------------------- | ------------------- | ------------------- | ------- | ------- | ------------ | ------------ | ------- | ------- | --------- | --------- |
| Real Madrid         | 2003–04             | La Liga             | 5       | 0       | 0            | 0            | 0       | 0       | 5         | 0         |
| Real Madrid         | 2004–05             | La Liga             | 1       | 0       | 0            | 0            | 0       | 0       | 1         | 0         |
| Real Madrid         | Tổng cộng           | Tổng cộng           | 6       | 0       | 0            | 0            | 0       | 0       | 6         | 0         |
| Espanyol            | 2005–06             | La Liga             | 30      | 1       | 0            | 0            | 0       | 0       | 30        | 1         |
| Espanyol            | Tổng cộng           | Tổng cộng           | 30      | 1       | 0            | 0            | 0       | 0       | 30        | 1         |
| Osasuna             | 2006–07             | La Liga             | 28      | 2       | 0            | 0            | 0       | 0       | 28        | 2         |
| Osasuna             | 2007–08             | La Liga             | 34      | 3       | 0            | 0            | 0       | 0       | 34        | 3         |
| Osasuna             | 2008–09             | La Liga             | 35      | 2       | 0            | 0            | 0       | 0       | 35        | 2         |
| Osasuna             | 2009–10             | La Liga             | 33      | 4       | 3            | 0            | 0       | 0       | 36        | 4         |
| Osasuna             | 2010–11             | La Liga             | 18      | 1       | 2            | 1            | 0       | 0       | 20        | 2         |
| Osasuna             | Tổng cộng           | Tổng cộng           | 148     | 12      | 5            | 1            | 0       | 0       | 153       | 13        |
| Atlético Madrid     | 2010–11             | La Liga             | 15      | 1       | 2            | 0            | 0       | 0       | 17        | 1         |
| Atlético Madrid     | 2011–12             | La Liga             | 26      | 0       | 2            | 0            | 16      | 1       | 44        | 1         |
| Atlético Madrid     | 2012–13             | La Liga             | 35      | 1       | 6            | 0            | 4       | 0       | 45        | 1         |
| Atlético Madrid     | 2013–14             | La Liga             | 35      | 0       | 8            | 0            | 12      | 0       | 55        | 0         |
| Atlético Madrid     | 2014–15             | La Liga             | 35      | 0       | 5            | 0            | 10      | 0       | 50        | 0         |
| Atlético Madrid     | 2015–16             | La Liga             | 35      | 1       | 1            | 0            | 12      | 0       | 48        | 1         |
| Atlético Madrid     | 2016–17             | La Liga             | 23      | 0       | 7            | 2            | 6       | 0       | 36        | 2         |
| Atlético Madrid     | 2017–18             | La Liga             | 17      | 0       | 3            | 0            | 10      | 0       | 30        | 0         |
| Atlético Madrid     | 2018–19             | La Liga             | 22      | 0       | 2            | 0            | 6       | 0       | 30        | 0         |
| Atlético Madrid     | Tỏng cộng           | Tỏng cộng           | 243     | 3       | 36           | 2            | 76      | 1       | 355       | 6         |
| São Paulo           | 2019                | Série A             | 17      | 0       | 0            | 0            | 0       | 0       | 17        | 0         |
| São Paulo           | 2020                | Série A             | 23      | 0       | 4            | 0            | 2       | 0       | 29        | 0         |
| São Paulo           | Tổng cộng           | Tổng cộng           | 40      | 0       | 4            | 0            | 2       | 0       | 46        | 0         |
| Tổng cộng sự nghiệp | Tổng cộng sự nghiệp | Tổng cộng sự nghiệp | 448     | 16      | 57           | 2            | 77      | 1       | 581       | 19        |

### Quốc tế
Tính đến 27 tháng 6 năm 2016
| Tây Ban Nha | Tây Ban Nha | Tây Ban Nha |
| Năm         | Trận        | Bàn         |
| ----------- | ----------- | ----------- |
| 2012        | 5           | 0           |
| 2013        | 1           | 0           |
| 2014        | 5           | 0           |
| 2015        | 5           | 0           |
| 2016        | 6           | 0           |
| Tổng cộng   | 22          | 0           |

## Danh hiệu
Espanyol
- Copa del Rey: 2005–06[3]

Atlético Madrid
- La Liga: 2013–14[4]
- Copa del Rey: 2012–13[5]
- Supercopa de España: 2014;[6] á quân: 2013[7]
- UEFA Europa League: 2011–12,[8] 2017–18[9]
- UEFA Super Cup: 2012,[10] 2018[11]
- UEFA Champions League á quân: 2013–14,[12] 2015–16[13]

U19 Tây Ban Nha
- UEFA European Under-19 Championship: 2004[14]

U20 Tây Ban Nha
- FIFA World Youth Championship runner-up: 2003[15]

Đội tuyển Tây Ban Nha
- UEFA European Championship: 2012[16]